# L'Arrestation du Christ (Le Caravage)
Vous lisez un « article de qualité » labellisé en 2017.
Pour les articles homonymes, voir L'Arrestation du Christ.
Ne doit pas être confondu avec L'Arrestation du Christ (Goya).
L'Arrestation du Christ est un tableau de Caravage peint en 1602 et conservé à la Galerie nationale d'Irlande à Dublin. Il représente un épisode du Nouveau Testament au cours duquel Judas vient à la rencontre de Jésus et l'embrasse afin de le désigner aux soldats qui viennent pour l'arrêter. Sept personnages sont représentés à mi-corps, au sein d'une composition très dense qui joue sur les expressions, les mouvements et les jeux d'ombre et de lumière. Parmi ces personnages apparaît un homme porteur d'une lanterne : il s'agit vraisemblablement d'un autoportrait du peintre lombard.
Le tableau, initialement créé sur une commande de Ciriaco Mattei, reste la propriété de la famille Mattei jusqu'au XIXe siècle. Peu à peu, sa trace est perdue tandis que son attribution est remise en question : il est alors identifié comme une copie de la main du peintre flamand Gerrit van Honthorst. Le tableau est finalement confié au début des années 1930 à un couvent de jésuites dans la ville de Dublin et ce n'est qu'au début des années 1990 qu'il est retrouvé par hasard par le restaurateur d'art italien Sergio Benedetti, puis réattribué à Caravage.
Il existe de nombreuses copies de ce tableau, dont deux retiennent particulièrement l'intérêt des historiens de l'art : l'une est conservée à Odessa et l'autre appartient à une collection privée romaine. Si la version d'Odessa est généralement rejetée du catalogue des œuvres de Caravage, celle de Rome est vivement discutée depuis 2004, et pourrait même prétendre au statut d’œuvre autographe, au même titre que la toile de Dublin.

## Contexte

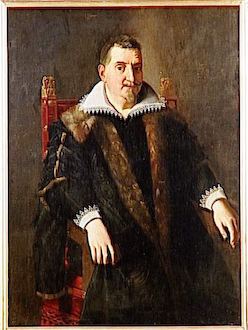
Asdrubale Mattei, l'un des trois frères Mattei chez qui Caravage s'installe en 1601 et qui deviennent des protecteurs et commanditaires avisés.
Portrait anonyme, XVIIe siècle, musée Condé de Chantilly.

Au tout début du XVIIe siècle, la carrière de Caravage est désormais fort bien lancée, comme l'attestent les commandes majeures qui lui sont confiées pour décorer la chapelle Contarelli ou encore la chapelle Cerasi. Mais en 1601, l'artiste quitte la résidence du cardinal Del Monte — qui a tant fait pour accompagner ce succès — pour rejoindre le tout nouveau Palazzo Mattei où vit le cardinal Girolamo Mattei ainsi que ses frères, Asdrubale et Ciriaco. Il n'y passe que deux années, mais ce changement de lieu et de protecteur marque une évolution dans sa manière de peindre : les scènes de genre aux thèmes musicaux et mythologiques chers à Del Monte sont délaissées au profit de la narration religieuse. Sans doute influencé par le sérieux et la solennité exigés pour les grandes commandes publiques qu'il a honorées, Caravage tend à modifier l'atmosphère de ses tableaux à destination de collections privées, dans un sens à la fois plus monumental et plus épuré. Dans L'Arrestation du Christ comme dans L'Incrédulité de saint Thomas, qui est peint à peu près en même temps et pour le même commanditaire, la narration se joue essentiellement sur les expressions faciales et les gestes des personnages, beaucoup plus que sur les costumes ou sur les décors qui disparaissent totalement. Toutefois, il est également possible de considérer cette toile comme s'insérant dans la lignée des grands formats créés pour décorer les chapelles Contarelli et Cerasi : l'historienne de l'art Francesca Cappelletti y voit notamment une « même densité des ombres, [une] même maîtrise de l'intensité dramatique ».

## Commande
Au XVIIe siècle, l'historien et critique d'art italien Giovanni Pietro Bellori, parmi les tout premiers biographes de Caravage, désigne le marquis Asdrubale Mattei, l'un des « seigneurs romains [attirés par] le charme de son pinceau », comme commanditaire de l'œuvre. Même si, au XXIe siècle, des auteurs moins spécialisés persistent à lui en attribuer la responsabilité de la commande, les spécialistes contemporains s'accordent plutôt à identifier Ciriaco Mattei (frère d'Asdrubale ainsi que du cardinal Girolamo Mattei) comme commanditaire. Il aurait passé cette commande auprès de Caravage en 1602.
En réalité, et quel que soit le nom du commanditaire final, Caravage élabore vraisemblablement L'Arrestation du Christ sous l'influence conjointe des trois frères Mattei : ceux-ci sont en effet très proches et tous trois également intéressés par l'art. Ainsi, l'historienne de l'art Catherine Puglisi estime que la présence de Jean qui s'enfuit vers la gauche du tableau (un élément narratif qui n'est pas évangélique, mais dû aux écrits ultérieurs du pape Grégoire le Grand) pourrait avoir été suggérée par Girolamo, l'homme d'Église. Le même Girolamo aurait également pu insister sur l'attitude d'humilité et d'abnégation du Christ.
En tout, Ciriaco possède trois toiles de l'artiste lombard, toutes décrites et admirées par ses contemporains : La Cène à Emmaüs aujourd'hui à Londres, le Saint Jean-Baptiste du Capitole et L'Arrestation du Christ que Bellori décrit avec précision. Le règlement de cette commande intervient le 2 janvier 1603, date à laquelle Caravage reçoit la somme de 125 écus.

## Description et analyse

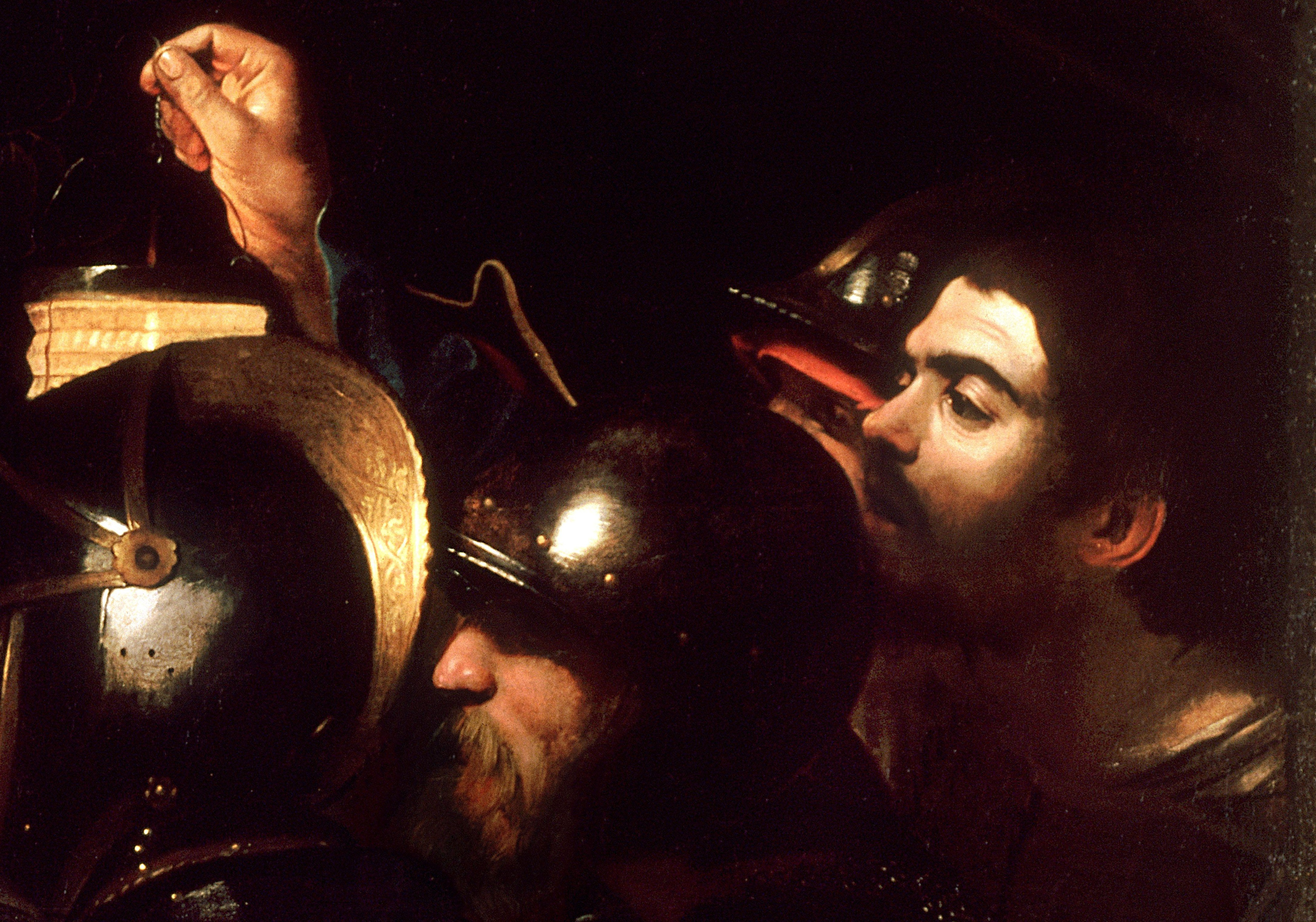
L'homme à la lanterne est vraisemblablement un autoportrait de Caravage.

Le tableau décrit l'arrestation de Jésus dans le jardin des Oliviers, à l'instant où Judas embrasse Jésus afin de le désigner aux soldats venus l'arrêter. Cette scène est décrite de façon similaire dans les quatre Évangiles.
Des soldats en armure (trois sont visibles, dont l'un est presque entièrement caché derrière l'homme à la lanterne) se saisissent du Christ au moment où Judas approche ses lèvres pour déposer le baiser de la trahison, dans un mouvement vers la gauche encore accentué par la fuite d'un personnage derrière le Christ. Ce personnage, qui sort à demi du cadre du tableau, est visiblement terrorisé et abandonne dans sa fuite le pan d'un manteau ou une cape que retient un soldat : il s'agit vraisemblablement d'un des apôtres, peut-être saint Jean ou encore saint Marc. L'évangile selon Marc évoque en effet « un jeune homme » qui s'enfuit à la suite de l'arrestation en laissant une étoffe aux mains de ses poursuivants. L'identification à saint Jean semble en tout cas assez naturelle au XVIIe siècle puisque c'est ainsi que Bellori le désigne en 1672, qui note d'ailleurs la finesse d'exécution du tableau en évoquant l'imitation de la rouille sur l'armure au premier plan. La difficulté à discerner les traits du visage des soldats, d'après le critique d'art Michael Fried, renvoie au caractère impersonnel ou même inhumain de leurs actions.
Un septième et dernier personnage éclaire une partie de la scène à droite, tenant en hauteur une lanterne de papier ; il est probable qu'il s'agisse là d'un autoportrait de Caravage, comme Roberto Longhi fut le premier à le remarquer. Mina Gregori estime que ce tableau offre « l'une des représentations les plus tragiques de l'artiste » ; le professeur Eberhard König indique que Caravage « thématise » ainsi le travail du peintre qui réside dans l'observation. Bien que ce ne soit pas la seule occasion que saisit Caravage de se représenter lui-même, c’est en revanche la seule fois où l'artiste et le Christ figurent ensemble dans un même tableau : Michael Fried y voit lui aussi un résultat hautement dramatique, et « conflictuel bien au-delà de l'ordinaire »,.
C'est la seule fois dans son œuvre que Caravage représente une lanterne. La scène biblique n'est pourtant pas décrite comme devant nécessairement se tenir de nuit (à l'exception notable de l'évangile de Jean, qui indique que les soldats qui arrêtent Jésus sont équipés de lanternes et de flambeaux) : le chercheur John Varriano suggère qu'on peut interpréter ce choix de Caravage par sa volonté d'alors de trouver pour son atelier une source de lumière constante et contrôlable. En tout cas, la lanterne ne joue paradoxalement aucun rôle d'éclairage dans le tableau, qui semble plutôt illuminé par une lune extérieure à la scène et qui offre différents points de focalisation sur les visages, les armures ou les mains ; mais la clarté de la lune ne suffit pas à expliquer ce qui illumine les visages du Christ, de Judas et du disciple. Le fond est noir, ou presque : quelques branches et feuilles d'olivier se discernent à l'arrière-plan, ce qui correspond au lieu indiqué par les textes évangéliques. Le critique d'art Andrew Graham-Dixon perçoit un sens à cette lanterne qui n'éclaire rien : de manière symbolique, le peintre apporte un éclairage qui est symbolique et non pas littéral, car c'est son imagination qui constitue la véritable source de lumière. D'autres comme Maurizio Marini perçoivent là une représentation évocatrice du philosophe Diogène, ce qui en ferait alors une métaphore de l'Homme à la recherche de Dieu. Quoi qu'il en soit, sur le plan chromatique, L'Arrestation reprend le principe déjà en place dans les tableaux de la chapelle Contarelli, mais de manière plus radicale encore : Michael Fried souligne que ce contraste extrême entre l'ombre et la lumière maximise l'effet de présence des figures.
Le visage du Christ rappelle celui du Couronnement d'épines, de même que la physionomie du Goliath de David et Goliath. Quant au visage du soldat de droite, le seul qui soit quelque peu visible, il est semblable à celui du pèlerin aux bras ouverts du Souper à Emmaüs : un même modèle a visiblement été choisi pour tenir ces deux rôles pourtant si différents.

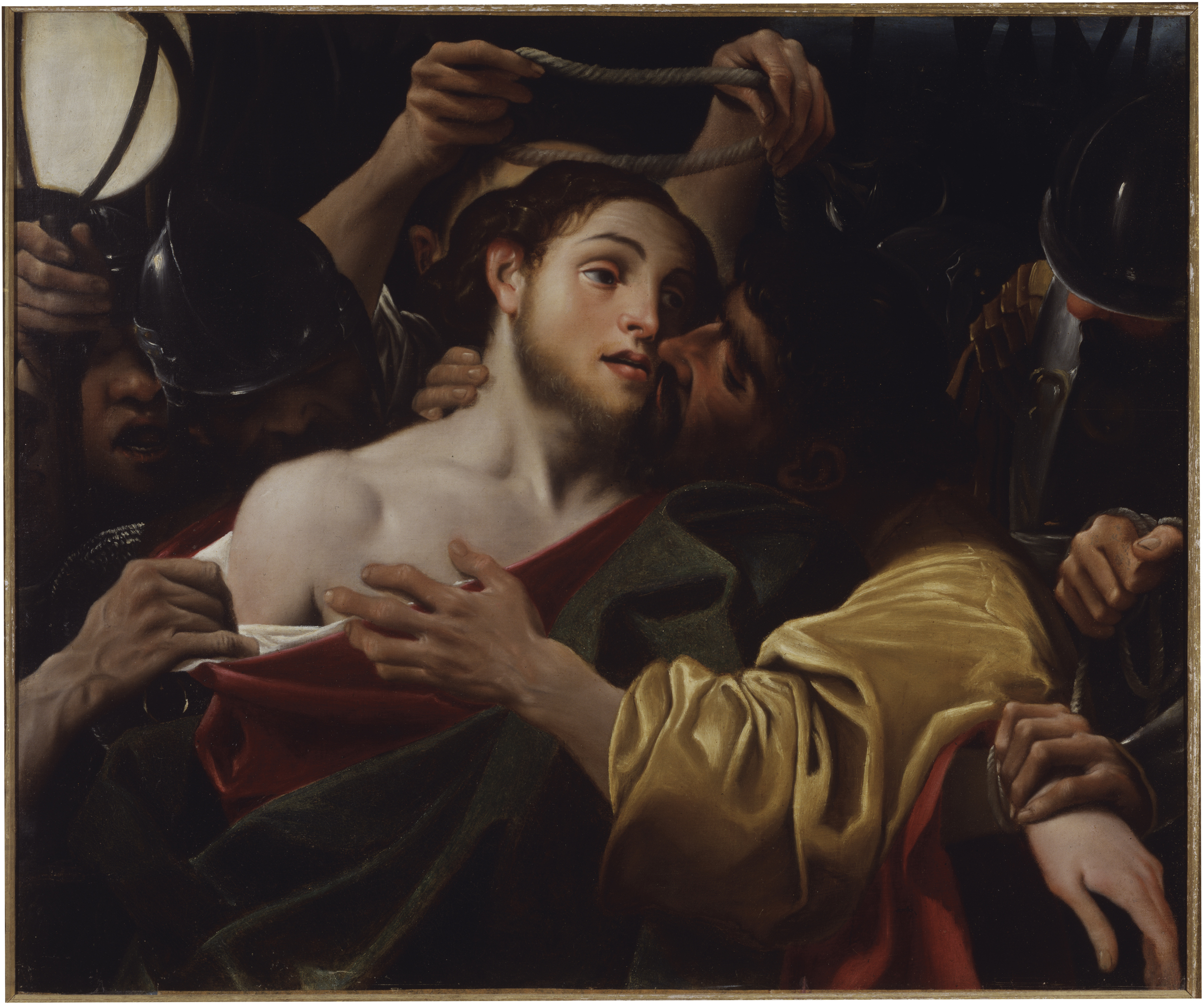
La composition très resserrée de L'Arrestation du Christ évoque la manière dont Lodovico Carracci a déjà traité le sujet dans son Baiser de Judas (1589-1590, musée d'art de l'université de Princeton).

Caravage choisit une composition resserrée sur les personnages, accentuant ainsi l'effet dramatique de la scène. Parmi ses prédécesseurs dans le traitement de ce thème, seul Lodovico Carracci avait à ce point concentré la scène. Caravage évite toutefois toute impression d'encombrement ou de chaos en focalisant la lumière sur les personnages du centre et en rejetant dans les ténèbres toute l'action périphérique. Graham-Dixon souligne qu'il réduit ainsi tout l'épisode à un conflit élémentaire entre le bien et le mal ; le contraste entre le visage pâle, délicat du Christ et celui de Judas — brutal, tanné par le Soleil — en constitue une illustration. Mais cette opposition, par bien des aspects, est contredite par des éléments qui au contraire relient, apparient, associent les personnages entre eux : ainsi l'étoffe arrachée au disciple qui s'enfuit forme-t-elle une sorte de dais qui recouvre les têtes du Christ et de Judas.
Ce choix de composition n'est cependant pas exempt de certaines faiblesses. Pour Claudio Strinati par exemple, Caravage se situe à une période charnière de sa carrière, et il ne parvient plus à atteindre « la ligne unitaire » qui caractérise jusque-là son œuvre romaine : les personnages sont très travaillés isolément, mais leur association est « souvent abstraite et peu naturelle ». Il est également possible de considérer, à l'instar de Sergio Benedetti, que le bras de Judas qui saisit le Christ est anormalement raccourci et pose donc problème sur le plan anatomique.

## Sources d'inspiration
Parmi les sources d'inspiration possibles pour l'iconographie du tableau, les gravures de Dürer constituent l'une des pistes les plus sérieuses : au même titre que pour La Conversion de saint Paul et pour L'Incrédulité de saint Thomas, L'Arrestation du Christ peut avoir été directement influencée par l'une des scènes de la Petite Passion, en particulier pour le groupe central composé du Christ, de Judas et du soldat qui étend le bras vers eux. Dans la version qu'il propose, Caravage pousse encore plus loin le contraste entre la dureté du métal de l'armure et la douceur du tissu humain — au point que l'armure noire du soldat qui se saisit du Christ peut faire penser à un reptile ou à la carapace d'un insecte menaçant, comme un scorpion sur le point de piquer sa victime.
La posture du Christ aux mains jointes peut renvoyer au Démosthène antique duquel Caravage s'inspire plusieurs fois ; la position des mains est ici modifiée pour symboliser la soumission à Dieu. Ce principe de don de soi et d'acceptation de son sort (Abnegatio) est au cœur du discours des franciscains et tout à fait en cohérence avec les principes de la Contre-Réforme catholique : d'où la tentation d'y voir, à travers le pathos qu'exprime ainsi la posture du Christ, l'influence que le cardinal Mattei a pu exercer sur les choix iconographiques de Caravage. Michael Fried souligne que la passivité du Christ de L'Arrestation, de même que celle observable dans Le Couronnement d'épines de Vienne, marque sa profonde détermination à consentir à son destin.
Par ailleurs, Ciriaco Mattei, commanditaire de L'Arrestation, passe également commande peu avant (en 1601) d'une gravure représentant une bataille de rue à Rome. L’artiste Francesco Villamena y intègre notamment un personnage qui fuit sur le côté, tenant un voile dont le gonflement évoque une forme de croissant : c'est tout à fait semblable à la forme du voile qui flotte au-dessus du Christ et de l'apôtre qui s'enfuit dans le tableau de Caravage. Andrew Graham-Dixon y voit, au-delà de l'emprunt technique, la preuve que le Lombard dépeint là une scène de violence nocturne autant, sinon plus, qu'un épisode biblique.

Quelques références sur lesquelles Caravage a pu s'appuyer.
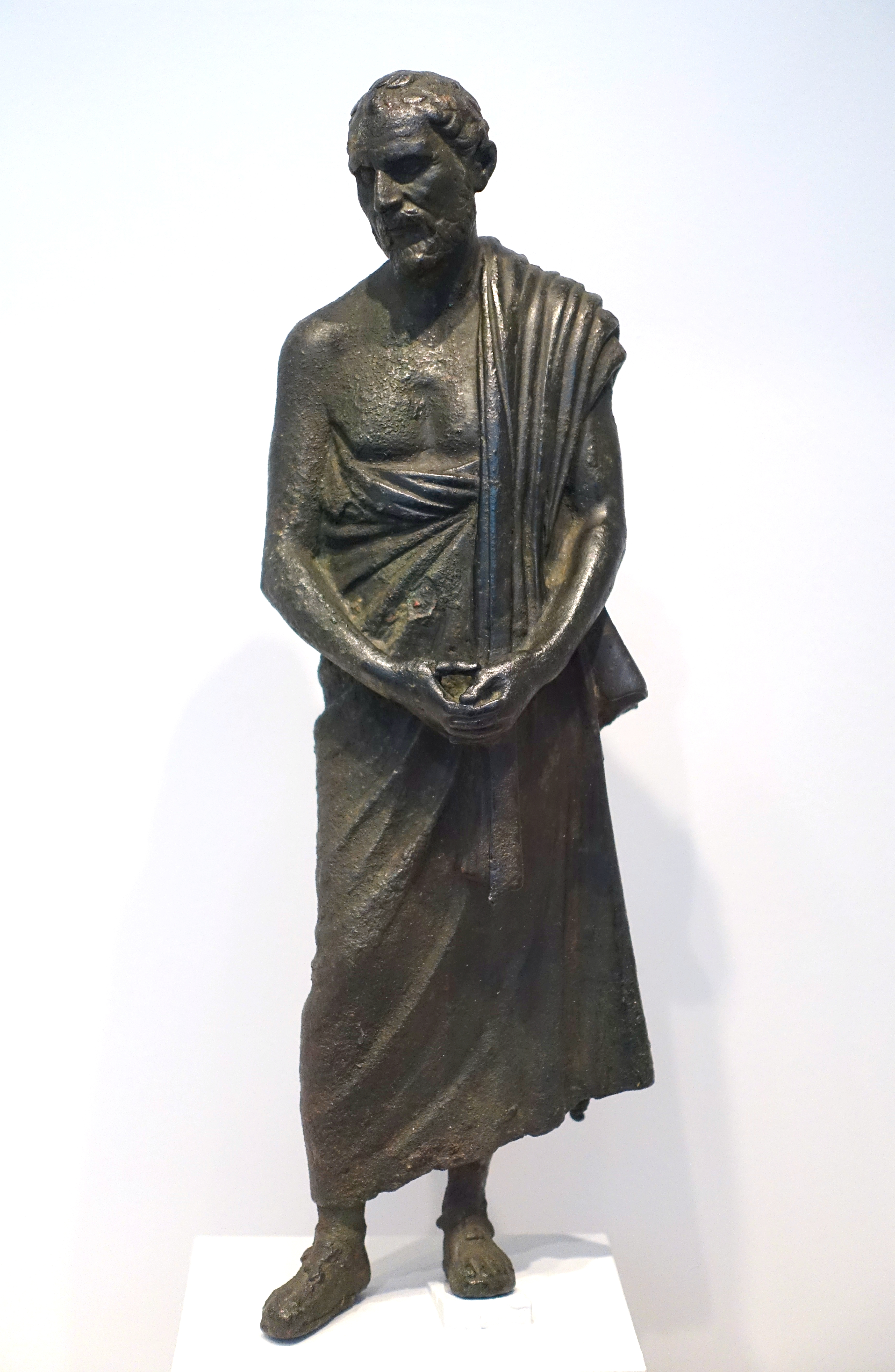
Copie en bronze du IIIe siècle d'après le Démosthène de Polyeuctos. Musée Arthur M.Sackler, université Harvard.
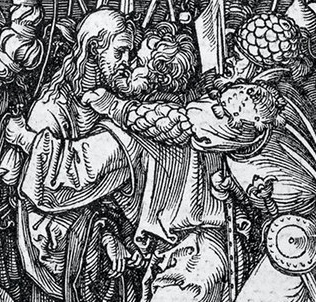
L'une des gravures de Dürer dans sa Petite Passion peut avoir influencé certains choix iconographiques de Caravage. Détail de L'Arrestation du Christ (1511), British Museum.
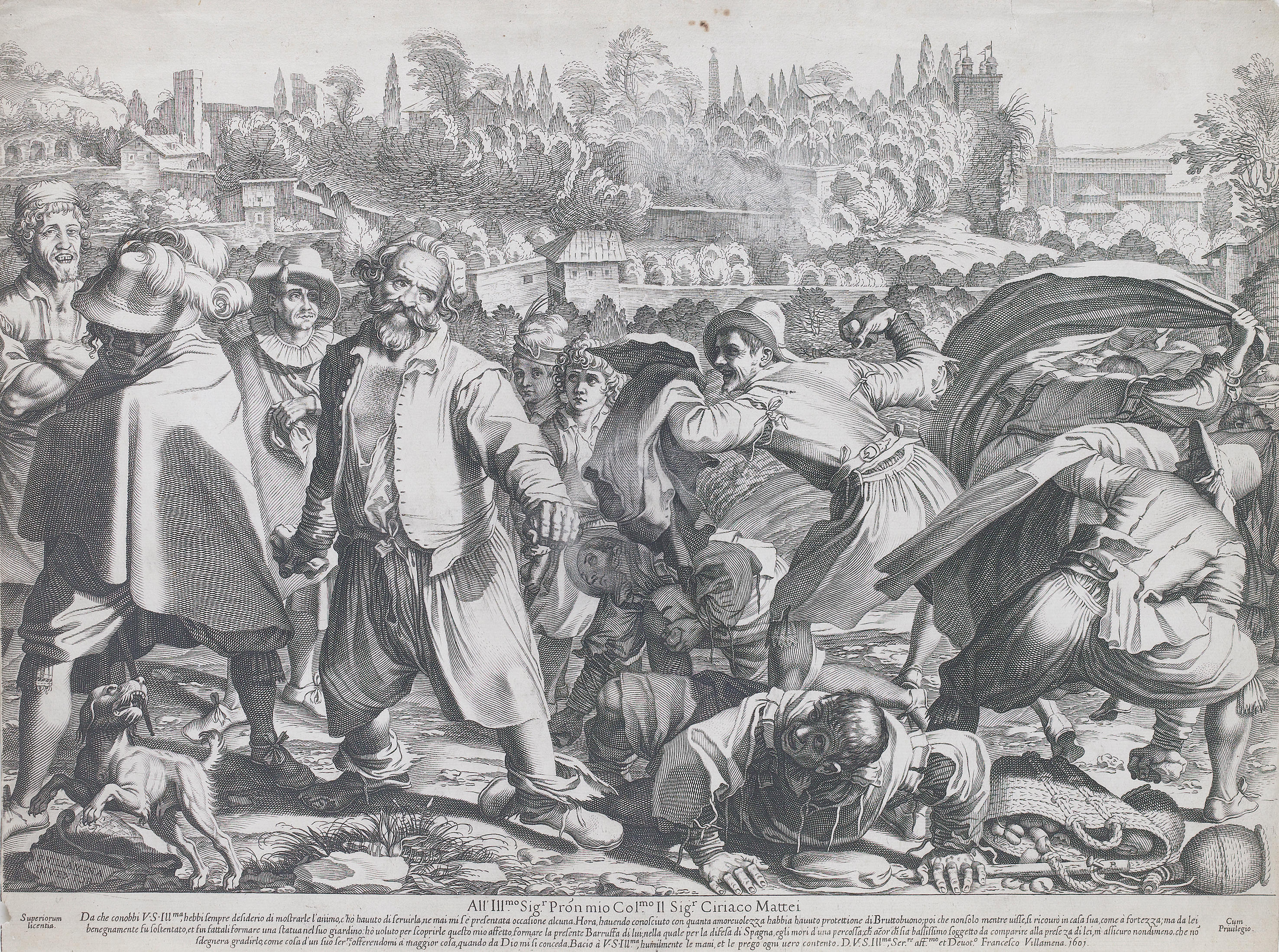
La baruffa di Bruttobuono, estampe de Villamena (1601) également commandée par Ciriaco Mattei : le voile en forme de croissant à droite est repris par Caravage. National Gallery of Art, Washington.

En retour, la toile de Caravage devient source d'inspiration pour beaucoup d'autres peintres : de nombreux copistes s'emploient à imiter le tableau aussi fidèlement que possible, tandis que des créateurs importants s'en inspirent plus ou moins directement : en témoignent les tableaux de Bartolomeo Manfredi, du Guerchin ou encore de Dirck van Baburen,.

Plusieurs peintres caravagesques réinterprètent rapidement le même thème à la suite de Merisi.
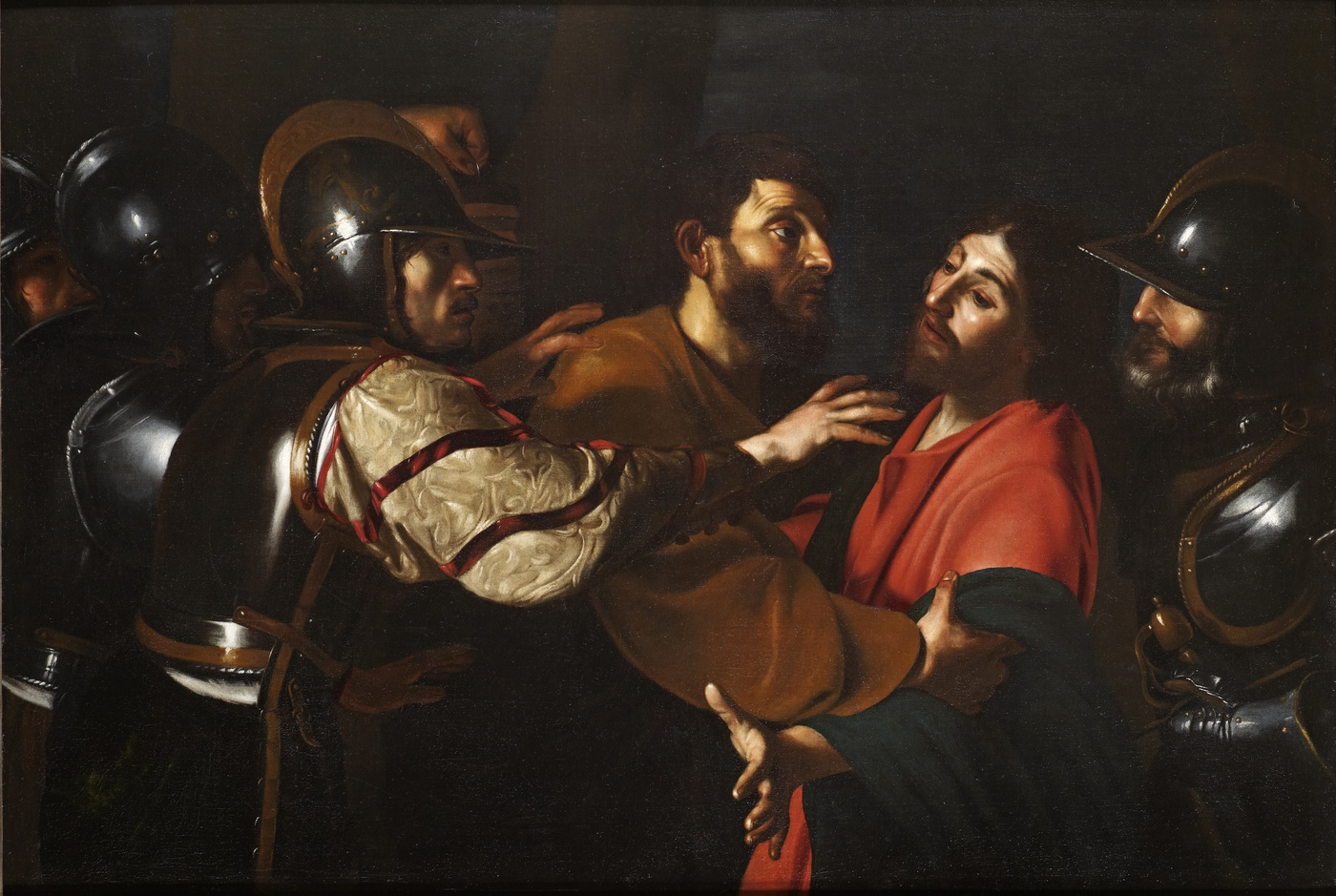
Version de Bartolomeo Manfredi, v.1613-1615. Musée national de l'art occidental, Tokyo.
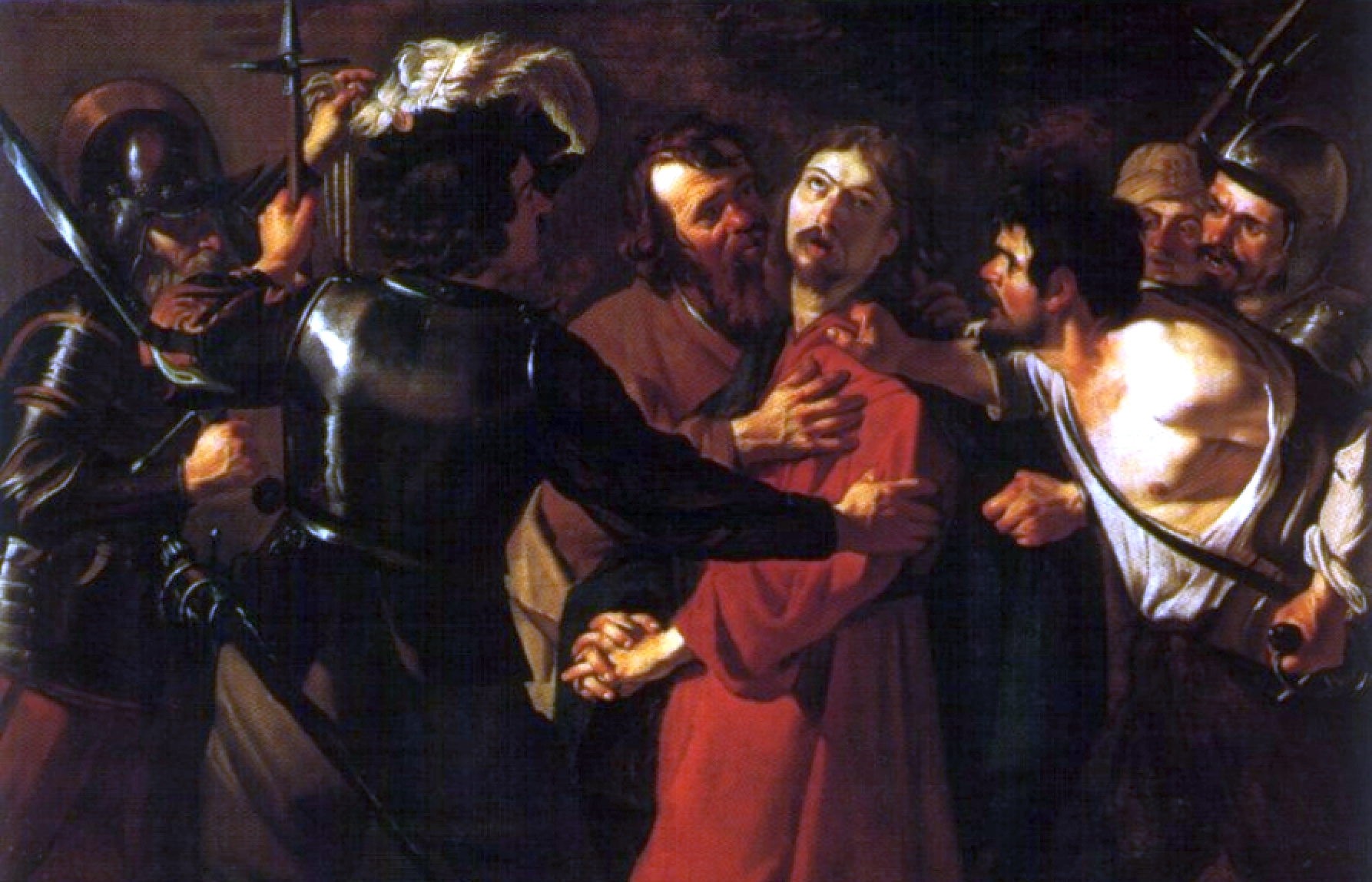
Version de Dirck van Baburen, avant 1621. Galerie Borghèse, Rome[37].

## Différentes versions

### Version d'Odessa

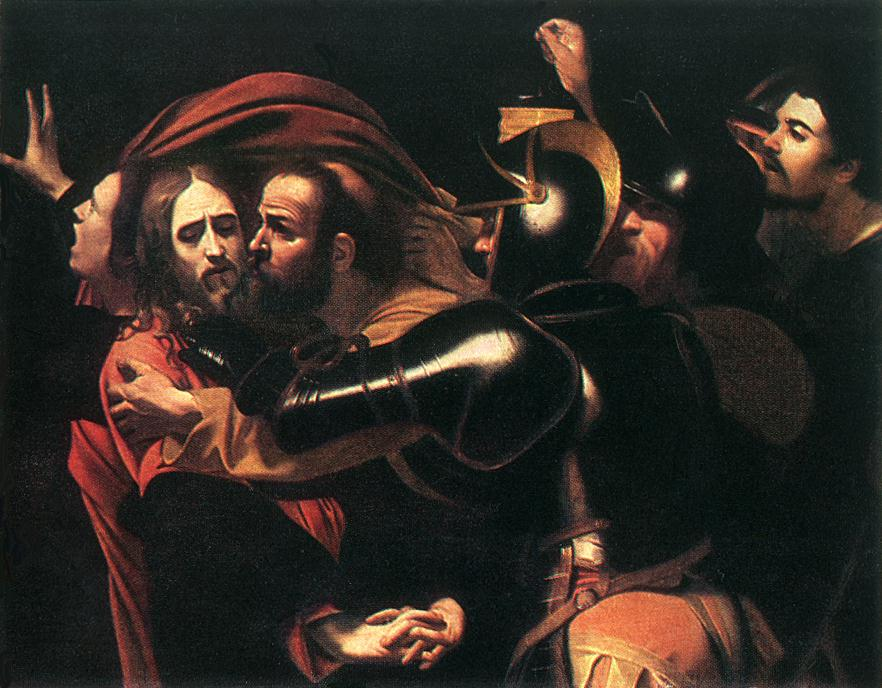
Une autre version de l'Arrestation, autrefois considérée comme autographe, est conservée à Odessa (musée d'art occidental et oriental).

Une copie ancienne de ce tableau, dont l'attribution à Caravage est refusée par la plupart des experts du peintre, est conservée au musée d'art d'Odessa en Ukraine. Ce tableau est volé fin juillet 2008, ce qui provoque un émoi considérable dans le milieu de l'art ukrainien, où il est considéré comme une œuvre de très haute valeur,. La police ukrainienne le retrouve toutefois en Allemagne en 2010,,. Le musée d'Odessa maintient, sur son site Internet, l'attribution du tableau à Caravage. Certains auteurs notables comme Marini acceptent tout au plus d'envisager une forme de collaboration entre artistes, dans laquelle Caravage aurait pu peindre les figures centrales et confier le reste à Prospero Orsi.

### Version «Sannini» de Rome
La primauté du tableau de Dublin est également contestée en 2004 par une historienne de l'art italienne, Maria Letizia Paoletti, qui estime qu'une version conservée à Rome constituerait l'original de Caravage tandis que la version dublinoise ne serait qu'une copie flamande. Le tableau de Rome, issu de la collection florentine de l'avocat Ladis Sannini, appartient désormais à un antiquaire. Roberto Longhi le repère dès 1943 et le considère comme une copie d'après Caravage, mais de qualité suffisamment bonne pour le faire accrocher dans la grande exposition sur Caravage qu'il organise à Milan en 1951. L'une de ses particularités est qu'il est plus grand que la version dublinoise (ou que celle d'Odessa), et qu'il offre une composition plus ouverte : ainsi, le bras de l'apôtre qui s'enfuit à gauche n'est plus coupé au-dessus du coude, mais au-dessus du poignet. Les prises de position de l'expert Denis Mahon en 2004 donnent au départ un certain poids à cette hypothèse, tout en compliquant la situation puisqu'il se dit certain que les deux tableaux sont également autographes, mais la position de Mahon n'est guère suivie par la suite,. Des analyses scientifiques poussées conduites à la demande de la justice italienne par un expert indépendant tendent également à éliminer la version romaine du corpus de Caravage — notamment à cause de la présence de jaune antimoine dans la peinture, ce qui est peu probable à l'époque du peintre. En une phrase, l'historien de l'art Sebastian Schütze synthétise la situation dans son catalogue réédité en 2015 : « ce tableau est aujourd'hui abordé par quelques spécialistes comme une version possiblement autographe ». Fabio Scaletti rejoint cette analyse en montrant qu'aucun élément décisif ne permet d'éliminer le tableau « ex-Sannini » du catalogue de Caravage ni de trancher en sa faveur, mais qu'« il convient d'attendre que l'Histoire (ou la justice) suive son cours ».

## Parcours du tableau

### Propriétaires successifs

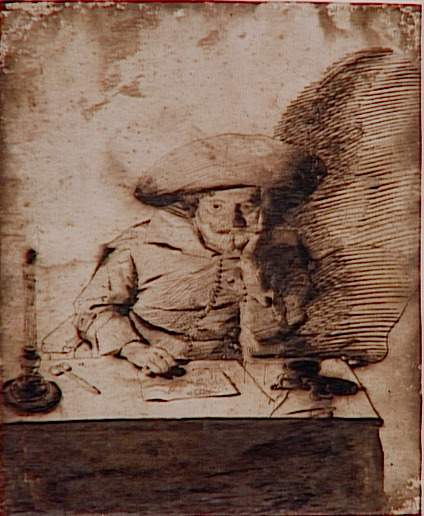
À partir de la fin du XVIIIe siècle, le tableau est attribué au peintre flamand Gerrit van Honthorst.
Autoportrait, dessin à la plume, palais des beaux-arts de Lille.

Le parcours du tableau de Dublin a pu être reconstitué avec une assez bonne précision, notamment grâce aux découvertes de Francesca Cappelletti et Laura Testa dans les archives Antici-Mattei. Le fils de Ciriaco Mattei en hérite puis les héritages se succèdent au sein de la famille Mattei au fil des XVIIe et XVIIIe siècles ; toutefois, un inventaire de 1793 le fait apparaître avec une attribution au Flamand Gerrit van Honthorst. Il est établi qu'en 1802, le parlementaire et collectionneur d'art écossais William Hamilton Nisbet le retrouve en Italie et l'achète, pensant donc qu'il s'agit d'une copie de Caravage par la main de van Honthorst. L’œuvre passe en vente publique près d'un siècle plus tard, au moment de la dispersion de la collection Hamilton Nisbet : Marie Lea-Wilson, médecin pédiatre irlandaise de renom, en fait l'acquisition en 1921 pour une somme inconnue — et pensant toujours acheter une copie signée de van Honthorst. Puis le Dr Lea-Wilson l'offre au début des années 1930 à un jésuite, le révérend père Thomas Finlay, qui avait joué pour elle un rôle de confesseur et de soutien psychologique lorsqu'elle s'était trouvée veuve ; dès lors, le tableau orne un mur de la salle à manger des Jésuites à Dublin, dans la rue de Lower Leeson Street. C'est enfin en 1990 que les jésuites, envisageant une restauration de l’œuvre, sollicitent les services de Sergio Benedetti qui travaille à la galerie nationale d'Irlande.

### Redécouverte et réattribution

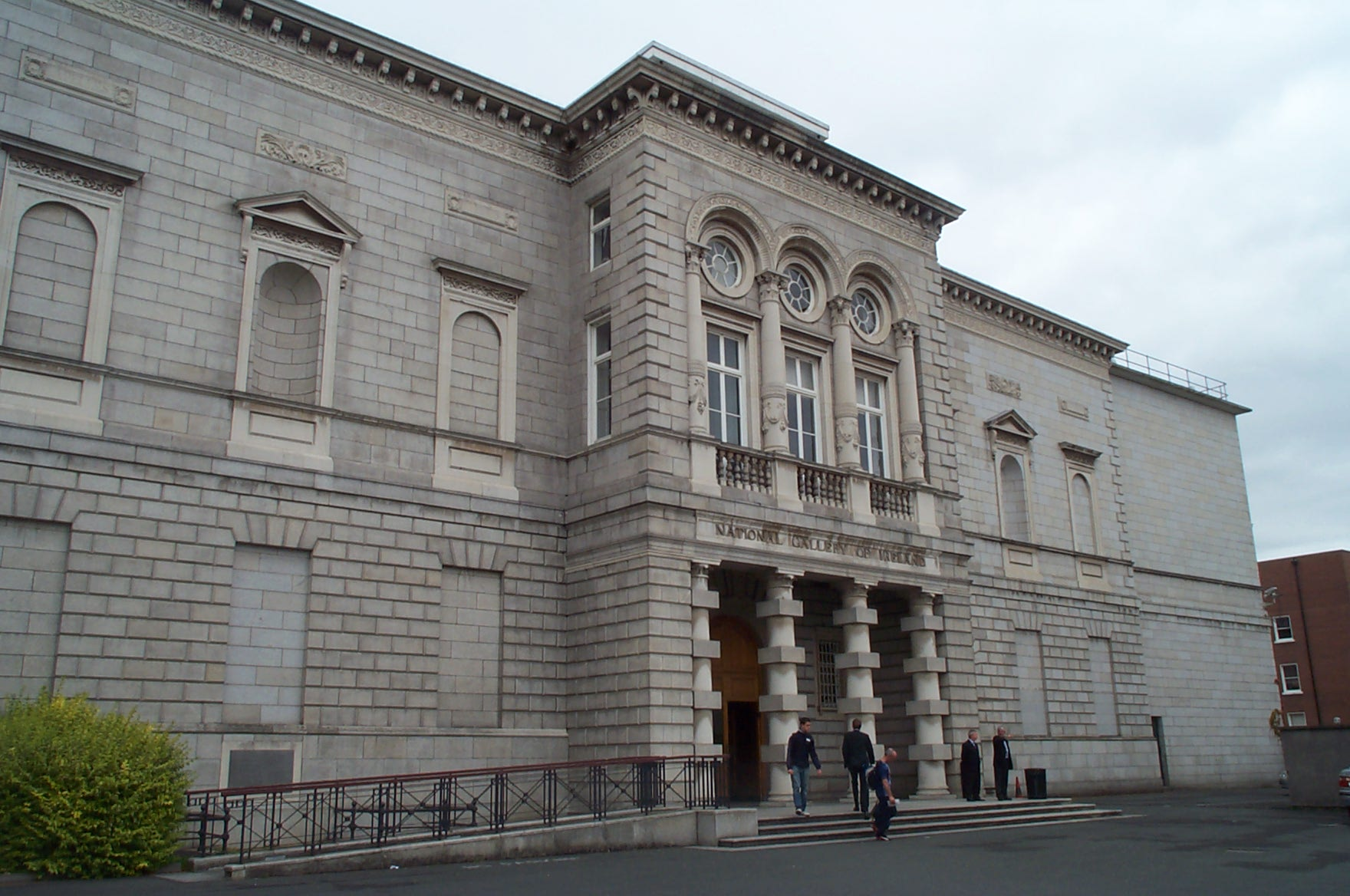
La galerie nationale d'Irlande, à Dublin, abrite le tableau de Caravage depuis 1993.

Benedetti, restaurateur d'art formé à Rome et arrivé d'Italie 13 ans plus tôt pour travailler à la galerie de Dublin, soupçonne alors puis confirme patiemment l'identité de l'auteur véritable du tableau. L'hypothèse de l'attribution à Caravage est tenue absolument secrète sur décision de Raymond Keaveney, directeur du musée dublinois, tant il est conscient que cela pourrait constituer un bouleversement considérable dans le monde des arts : même les Jésuites, pourtant propriétaires du tableau, sont laissés volontairement dans l'ignorance des soupçons de Keaveney et Benedetti.
Au fil du nettoyage de l’œuvre, Benedetti repère des indices concordants qui indiquent qu'il s'agit de l'original et non pas d'une copie, comme des repentirs sur l'oreille de Judas et sur la boucle d'un ceinturon, ou comme des traces d'incision dans la pâte du fond pour localiser les lances des soldats.
En parallèle de son travail de nettoyage, Benedetti effectue des recherches documentaires poussées pour confirmer le rattachement historique du tableau de Dublin à la collection Mattei. En 1993, il publie sa découverte dans la prestigieuse revue d'art The Burlington Magazine ; son article est accompagné d'un second qu'il cosigne avec la chercheuse Francesca Cappelletti qui a retrouvé trace du tableau et de la commande dans les archives Mattei. Dès qu'ils sont informés de la valeur réelle du tableau — qui ornait jusqu'alors un mur de leur réfectoire — les Jésuites décident d'en confier la garde au musée de Dublin, non pas exactement sous forme d'un don, mais d'un « prêt à durée illimitée »,. Le tableau de Caravage devient dès lors l'un des joyaux de la collection du musée.
De façon remarquable, l'historien de l'art Roberto Longhi publie dès 1969 un bref article dans sa revue Paragone où — sans jamais l'avoir vu — il émet l'hypothèse que le tableau de la collection Hamilton Nisbet serait l'original de la main de Caravage. Il meurt l'année suivante sans savoir que ses déductions étaient parfaitement justes, mais ne seraient confirmées que plusieurs décennies plus tard.

### État et réparations
Après l'avoir acheté en 1921, le Dr Lea-Wilson rapporte le tableau chez elle à Dublin, où elle le fait réparer en 1924, sans doute au niveau du cadre. En 1990, lorsque Sergio Benedetti l'installe dans son atelier de restauration, il constate que la toile est très sale et recouverte de dépôts divers, mais qu'elle est globalement en bon état de conservation et n'a pas particulièrement souffert de ses précédents nettoyages. Il doit néanmoins procéder à un rentoilage en deux temps, qui fait ensuite l'objet de quelques discussions, car des critiques sont émises quant à la qualité de la première partie du travail, mais Benedetti se défend vigoureusement d'avoir commis la moindre erreur technique au cours de cette délicate opération. Il souligne quelques années plus tard qu'un précédent rentoilage, réalisé au XIXe siècle, avait provoqué localement certains effets de rétractation de la surface du tableau, ce pour quoi il ne pouvait être jugé responsable.
En 1997, un visiteur au musée de Dublin remarque la présence d'un insecte au dos du tableau ; après enquête, il est établi qu'il s'agit d'une attaque par un type de vrillettes, mais que ces coléoptères ne s'intéressent qu'à la colle au niveau du châssis et non pas aux parties peintes. Un travail de nettoyage permet de s'en débarrasser rapidement et sans dommage pour l’œuvre. Cette attaque pourrait s'expliquer par la présence de colle neuve depuis la restauration préalable à l'installation au musée en 1993, lorsque Benedetti effectue le rentoilage qui lui vaut certains reproches.